# Hainbuchen-Täubling
Der Hainbuchen-Täubling (Russula carpini) ist ein Pilz aus der Familie der Täublingsverwandten. Der seltene Täubling wächst ausschließlich unter Hainbuchen. Er ist noch variabler gefärbt als der sehr ähnliche Weißstielige Leder-Täubling (R. romellii).

## Merkmale

### Makroskopische Merkmale
Der Hut des Hainbuchen-Täublings ist 6–10, selten 12 cm breit und recht fleischig, doch am Rande eher dünn. Der Rand ist lange Zeit eingerollt, mehr oder weniger wellig gelappt und zumindest im Alter gerieft. Der Hut ist farblich sehr variabel. Er kann violett oder purpurrot, gezont oder völlig einheitlich gefärbt sein. Bisweilen ist er auch blassgrün oder oliv- bis cremefarben, fleckig meliert oder mehr oder weniger dunkel grünbraun. Bei Reife ist der Hut mehr rotbraun oder braun. Die schmierig glänzende Huthaut ist bis zur Hälfte abziehbar.
Die Lamellen sind breit, stumpf und buchtig angewachsen. Bei Reife trennen sie sich fast vollständig vom Stiel ab. Sie sind zuerst trüb gelb gefärbt und tendieren später  mehr nach orangegelb. Auch das Sporenpulver ist intensiv dotter- oder orangegelb gefärbt (IVe nach Romagnesi).
Der weiße Stiel ist 5–8 (–10) cm lang und 1–1,5 (–2) cm breit. Er ist fast zylindrisch geformt und an der Basis schwammig hohl. Ähnlich wie der Milde Wachstäubling gilbt auch er bei Berührung.
Das Fleisch ist weiß, im Stiel mehr oder weniger ocker. An Wunden verfärbt es sich gelb. Der Geruch ist schwach fruchtig und erinnert ein wenig an den Ockerblättrigen Zinnober-Täubling. Es schmeckt mild und hat einen leichten Haselnuss-Geschmack, in den Lamellen kann der Täubling auch fast scharf schmecken. Die Guajakreaktion ist stark positiv, mit Eisensulfat verfärbt sich das Fleisch trüb rosa. Die Phenolreaktion ist unauffällig.

### Mikroskopische Merkmale
Die Sporen sind eiförmig bis ellipsoid, 7–11 µm lang und 6,5–9 µm breit und mit isolierten, groben Warzen oder Stacheln besetzt, die manchmal auch gedoppelt sind.
Die Zystiden sind an den Lamellenflächen zigarren- und an den Schneiden mehr keulenförmig. Sie sind bis zu 80 (100) µm lang und 6–10 µm breit. Die Hyphenendzellen der Huthaut sind variabel, 3–5 (8) µm breit, stumpf oder +/-bauchig, gewunden und selten verschmälert oder zitzenförmig. Die Pileozystiden sind zylindrisch bis keulig, 4–5 (9) µm breit und häufig mehrfach septiert. Die Sulfobenzaldehydreaktion ist positiv. Manchmal sind auch anhaftende, säurefeste Einschlüssen direkt unter der Membran zu beobachten, die dann als äußere Inkrustierung fehlinterpretiert werden können.

## Ökologie
Der Hainbuchen-Täubling ist wie alle Täublinge ein Mykorrhizapilz, der zumindest in Deutschland nur mit Hainbuchen eine symbiotische Partnerschaft eingeht.
Man findet den Täubling daher vor allem in lichten Hainbuchen-Eichenwäldern, zum Teil aber auch in anderen Laubmischwäldern unter eingestreuten Hainbuchen. Man kann ihn ebenso in Waldrandgesellschaften, an Waldwegrändern oder in Parkanlagen finden.
Der Pilz mag frische, schwach bis stark mit Basen versorgte, lehmig-tonige Böden, die meist relativ nährstoffarm sind.
Die Fruchtkörper erscheinen von Juni bis September. Am häufigsten sind sie im Juli.

## Verbreitung

Europäische Länder mit Fundnachweisen des Hainbuchen-Täublings.
Legende:
Länder mit Fundmeldungen
Länder ohne Nachweise
keine Daten
außereuropäische Länder

Der Täubling ist in Nordasien (Sibirien, Russland-Fernost) und Europa verbreitet. In Europa wurde er vor allem in Westeuropa, Mitteleuropa und im südlichen Skandinavien nachgewiesen.
In Deutschland kommt er wohl in allen Bundesländern vor, ist überall aber eher selten. Der Täubling steht auf der Roten Liste der Bundesrepublik Deutschland und wird in die Gefährdungskategorie RL3 eingestuft, in vielen Bundesländern ist er aber seltener.

## Systematik

### Infragenerische Systematik
Der Hainbuchen-Täubling wird von M. Bon in die Subsektion Integriforminae gestellt, einer Untersektion der Sektion Polychroma. Die Vertreter der Untersektion sind mild schmeckende, mehr oder weniger große und robuste Täublinge mit variabler Hutfarbe, die aber weder lebhaft rot noch weißlich ist. Oft ist sie bräunlich, rotbraun, kupferfarben oder mehr oder weniger purpurn, manchmal auch grünlich bis oliv. Das Sporenpulver ist ockergelb.

### Unterarten und Varietäten
Für den Hainbuchen-Täubling wurden die folgenden Varietäten beziehungsweise Formen beschrieben:
- Russula carpini f. carpini R. Girard & Heinem. 1956 – Nominatform
- Russula carpini f. olens Donelli 2000
- Russula carpini f. tenella Bon 1979 – 1988 stellte Bon dieses Taxon in den Rang einer Varietät.

## Bedeutung
Der Hainbuchen-Täubling ist wie alle mild schmeckenden Täublinge essbar.